# Bertold Hummel
Pour les articles homonymes, voir Hummel.
Bertold Hummel (né à Hüfingen le 27 novembre 1925 - mort à Wurtzbourg le 9 août 2002) est un compositeur allemand.

## Biographie
De 1947 à 1954, il étudia à l'université Fribourg (Brisgau), la composition avec Harald Genzmer et le violoncelle avec Atis Teichmanis. De 1954 à 1956, il partit en tournée comme compositeur et violoncelliste. Entre 1956 et 1963, Hummel fut chantre à la chorale de Fribourg (Brisgau), et compositeur à la pige à la radio Südwestfunk à Baden-Baden. Il fut nommé en 1963 au poste de professeur de composition au conservatoire de Wurtzbourg. De 1963 à 1988, il dirigea le studio de musique contemporaine de Würzburg. En 1974, on lui accorda un professorat d'État. De 1979 à 1987, il était président du Conservatoire Supérieur de Musique à Würzburg (à partir de 1988, président d'honneur). Il fut admis en 1982 à l'Académie des beaux-arts bavaroise. Il a donné des conférences et joué plusieurs de ses œuvres en Europe, aux États-Unis, en Amérique du Sud, au Canada,  au Japon, l'Australie, en Égypte et en Afrique du Sud. Bertold Hummel est décédé à Wurtzbourg le 9 août 2002.

## Distinctions
- 1956 : Bourse de l'Union fédérale de l'industrie allemande ;
- 1960 : Prix de composition de la ville de Stuttgart ;
- 1961 : Prix Robert Schumann de la ville de Düsseldorf ;
- Bourse 1968 : Cité internationale des arts de Paris ;
- 1988 : prix de la culture de la ville de Wurtzbourg ;
- 1996 : prix Friedrich-Baur de l'Académie beaux-arts bavaroise ;
- 1998 : prix de la culture des catholiques allemands.

## Œuvres principales
- Der Schrein der Märtyrer (Le reliquaire des martyrs), oratorio ;
- Des Kaisers neue Kleider (Les nouveaux habits de l'empereur), opéra de chambre ;
- Trois ballets : 
  - Episoden op.23
  - Die letzte Blume (La dernière fleur) op.55
  - Faustszenen (Scènes de Faust) op.72
- 3 symphonies
  - Sinfonie für Streicher op.20
  - Reverenza op.30
  - Jeremias op.100
- Sinfonietta pour grand orchestre à vent  op.39 ;
- Visionen nach der Apokalypse des Hl. Johannes für großes Orchester op.73
- Cantates
- 5 messes
- motets
- cycles de lieder
- concertos pour instruments solistes et orchestre (Concerto pour percussion op. 70)
- musique de chambre et œuvres pour orgue
- compositions électroniques ; musique de scène et musique de film et musique pour enfants